# Atentados em Tashkent em 1999
Os atentados de 1999 em Tashkent ocorreram em 16 de fevereiro, quando seis carros-bomba explodiram em Tashkent, capital do Uzbequistão. As bombas explodiram ao longo de uma hora e meia e atingiram vários prédios do governo. É possível que cinco das explosões tenham sido uma distração em relação à sexta, que parecia ser uma tentativa de assassinar o presidente Islam Karimov. Dezesseis pessoas foram mortas e mais de 120 feridas.
Embora o governo responsabilizasse os rebeldes islâmicos – o Movimento Islâmico do Uzbequistão (MIU) – os críticos lançaram dúvidas sobre esta afirmação.
Por causa do rígido controle da mídia no país, a sequência de eventos dos ataques não é totalmente clara.

## Os ataques
De acordo com a versão oficial dos ataques, quatro a cinco homens dirigiram um carro repleto de explosivos até a entrada principal do prédio do Gabinete de Ministros alguns minutos antes de Karimov discursar ali. Os agressores deixaram o local. Uma explosão de carro separada e um tiroteio ocorreram a algumas centenas de metros de distância, distraindo os guardas. Os agressores fugiram do local.

## Investigação
De acordo com o Serviço Federal de Segurança, os bombardeios utilizaram uma mistura mecânica de pó de alumínio e nitrato de amônia como explosivo. Os terroristas receberam instrução em centros de treinamento dirigidos por Ibn al-Khattab e Shamil Basayev na Chechênia.

## Resposta governamental
Duas horas após a explosão, o presidente Karimov e os chefes das forças de segurança uzbeques declararam que os militantes islâmicos eram os responsáveis. Muitos indivíduos foram presos, com estimativas variando de centenas a até 5.000. Grupos de direitos humanos criticaram as detenções como ilegítimas. Também acusaram o governo de plantar evidências e obter confissões por meio de tortura.
Em janeiro de 2000, na véspera do feriado muçulmano do Ramadã, o governo anunciou a execução de vários dos supostos participantes dos ataques.
O governo uzbeque também acusou o Tajiquistão de ser cúmplice dos ataques e fechou temporariamente sua fronteira com o país em resposta.

## Possíveis perpetradores
Embora o governo tenha culpado o Movimento Islâmico do Uzbequistão (MUI), uma organização terrorista islamista, pelos ataques, os críticos duvidam disso. Alguns culparam a Rússia, embora outros considerem isso improvável. Outra possibilidade é que as forças governamentais de maioria muçulmana do Tajiquistão estivessem retaliando o apoio uzbeque a grupos de oposição tadjiques. Grupos terroristas tadjiques também foram sugeridos, especialmente a Oposição Tajique Unida (OTU).
Outros até sugeriram que o próprio governo era responsável, ou que "clãs" concorrentes, cuja participação no poder no governo havia sido cortada recentemente, estavam por trás dos ataques. Em particular, foi sugerido que o Serviço de Segurança Nacional, supostamente controlado pelo clã Tashkent, estivesse envolvido.

## Consequências
Os críticos disseram que o regime de Karimov usou os ataques como um pretexto para reprimir a dissidência religiosa e, em menor escala, secular. Os ataques também mostraram como o país era vulnerável ao terrorismo e à instabilidade. A prisão de Jaslyk foi aberta em 1999 para manter milhares de presos após os atentados.